# ریچارد چنویکس (شیمیدان)
ریچارد چنویکس (انگلیسی: Richard Chenevix; ۱ ژانویهٔ ۱۷۷۴ – ۵ آوریل ۱۸۳۰) شیمی‌دان اهل پادشاهی ایرلند بود.
وی همچنین برندهٔ جوایزی همچون همکار انجمن سلطنتی و مدال کاپلی شده‌است.